# 跳舞的房子
跳舞的房子（捷克語：Tančící dům）是荷蘭國民人壽保險公司大樓的綽號，位於捷克共和國布拉格鬧區。由加拿大知名前衛建築師法蘭克·蓋瑞，與生於南斯拉夫的克羅埃西亞籍捷克建築師弗拉多·米盧尼克，於一個空的商宅河濱基地一同合作所設計的。此地原先的建築物毀於二次大戰轟炸布拉格，被美軍誤認為德國德勒斯登。跳舞的房子於1992年設計，並於1996年完建。
這項非常不合傳統的設計在當時備受爭議。捷克總統瓦茨拉夫·哈維爾，其居住於此址隔壁十年之久，公開支持這項設計，希望此建築能成為文化活動的中心。
跳舞的房子又名「弗萊德與琴吉的房子」，取名自弗雷德·阿斯泰爾與琴吉·羅傑斯，暗喻一對舞者。跳舞樓脫穎於新巴洛克、新哥德與新藝術運動的建築之間，是布拉格十分馳名並具代表性的建築。跳舞樓另有「酒醉的房子」的別稱。
跳舞的房子的頂樓是家法式餐廳，可將布拉格的美景盡收眼簾。其它的承租者包括數家跨國公司。文化中心的計畫可說是並未實現。

## 历史

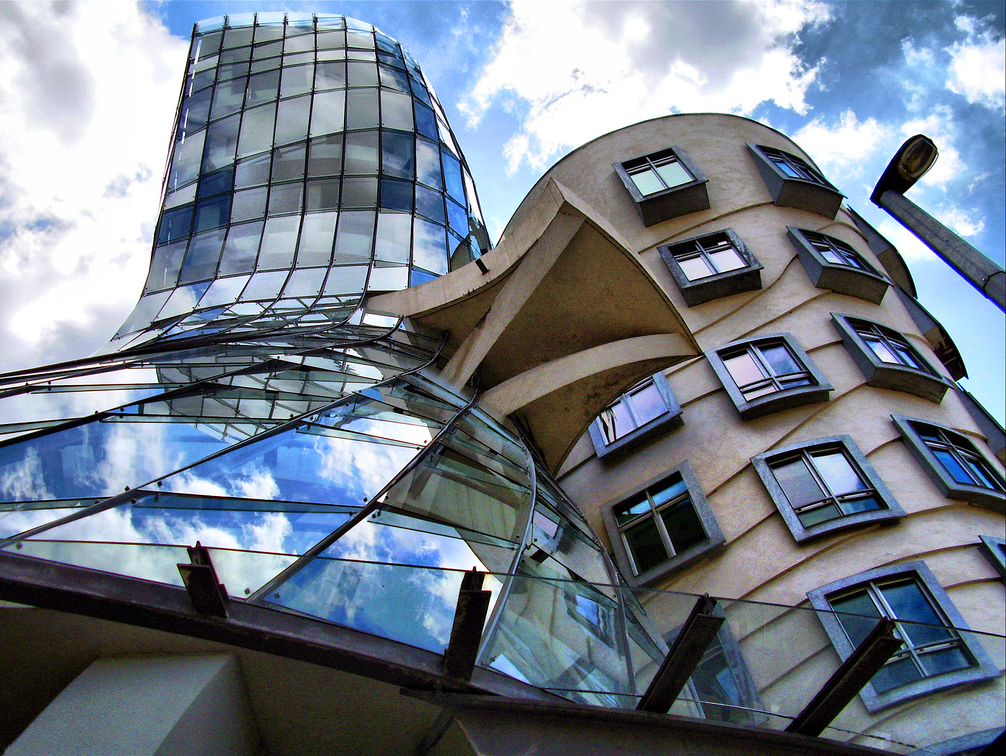
仰望跳舞的房子

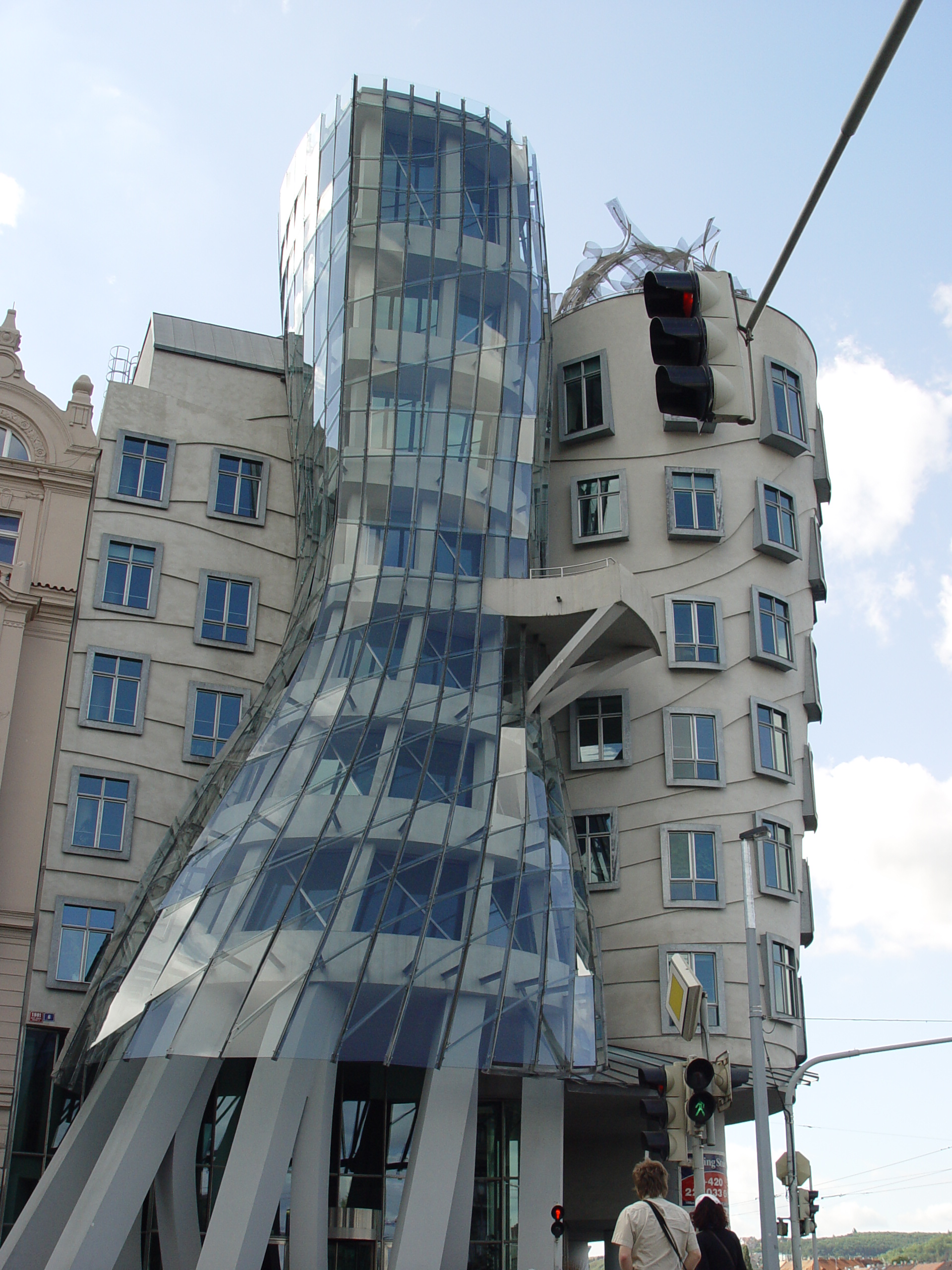
跳舞的房子側景

“跳舞的房子”（舞蹈之家）其实叫做荷兰国民人寿保险公司大楼（Nationale-Nederlanden Building），由克罗地亚籍南斯拉夫建筑师Vlado Milunić和加拿大人 – 美国建筑师弗兰克·盖里（Frank Gehry）合作设计于天鹅绒革命（Velvet Revolution）后的1989年，定稿于1992年，完工于1996年。盖里原本将这幢房子命名为“弗兰克和琴吉之屋”，取自两位美国人：弗雷德·阿斯泰（Fred Astaire）和琴吉·罗杰斯（Ginger Rogers）之名，他们是著名的舞蹈家和舞台剧演员，但可能由于“媚俗好莱坞之嫌”而很少被使用。
這座相拥起舞的建筑物，真的能够令人感受“裙摆摇摇”。据说，在1992年的一次会议上，盖里和Milunić表示，这个建筑的动态和静态概念与“阴阳”有关，象征着捷克斯洛伐克（Czechoslovakia）从共产主义政权向议会民主制度（Parliamentary system）的过渡。这座建筑里有餐厅、酒吧和现代化的办公室。
七楼的法式餐厅名叫Ginger Fred Festaurant，有机会来此用餐的客人还可饱览布拉格城堡和佩特任山（Petřín Hill）的景色。

## 外部連結
- 跳舞的房子360度全景照片
- 布拉格弗蘭克·蓋里設計的跳舞的房子 （页面存档备份，存于）
- 布拉格電台訪論弗拉多·米盧尼克 （页面存档备份，存于）
- 跳舞的房子官方網站 （页面存档备份，存于）
- 跳舞的房子的餐廳 （页面存档备份，存于）

50°04′32″N 14°24′51″E / 50.07556°N 14.41417°E